# مستجذرة الوديان
مستجذرة الوديان (الاسم العلمي: Rhizobium vallis) هي نوع من البكتيريا يتبع جنس المستجذرة من فصيلة المستجذرات.